# Instrument à cordes
Pour un article plus général, voir instrument de musique.
Un instrument à cordes est un instrument de musique dans lequel le son est produit par la vibration d'une ou plusieurs cordes. L'organologie les classe dans la catégorie des cordophones.
L'histoire des instruments à cordes est vieille de plusieurs milliers d'années. Les premiers n'avaient probablement qu'une seule corde, comme l'arc musical. Dès l'Égypte ancienne, on connaissait les joueurs de harpe. Au Moyen Âge, les ménestriers s'accompagnaient au luth, etc.

## Principes
La vibration de la corde seule est peu audible. Une plaque couplée aux cordes, la table d'harmonie, prélève une partie de l'énergie vibratoire de la corde pour la transmettre à l'air et obtenir un son. La table d'harmonie peut être une peau de tambour, comme dans le banjo ou la kora.
La fréquence fondamentale de la vibration dépend des caractéristiques de longueur, de masse et de tension de la corde.
Les cordes ont subi de nombreuses évolutions, du fait notamment des techniques disponibles et de critères esthétiques et symboliques. On a utilisé des fibres végétales, des produits animaux comme le crin de cheval, le boyau ou la soie, des fils métalliques, et plus récemment les fibres synthétiques comme le nylon.
Pour augmenter la masse de la corde sans en détériorer l’élasticité, les luthiers fabriquent des cordes où une âme souple est entourée d'un fil métallique (souvent un alliage de cuivre) qui en augmente la masse. Cette augmentation permet des sons plus puissants et plus graves.
Il existe trois modes de jeu principaux sur les instruments à cordes, correspondant aux possibilités d'excitation de la vibration de la corde :
1. par pincement des cordes, c'est-à-dire par un déplacement initial de la corde qui est ensuite relâchée, avec les doigts éventuellement armés d'onglets ou un plectre (ou médiator) ;
2. par frappe avec des baguettes ou de petits marteaux ;
3. par frottement avec un archet ou tout autre dispositif légèrement adhésif qui permet une excitation continue par relaxation, alors que dans les deux premiers cas, la vibration décroît après l'excitation initiale.

Dans chacun de ces trois cas, il existe des instruments où un mécanisme excite la corde.
Certains instruments comportent de plus des cordes excitées indirectement, sans que le musicien ne les actionne, qu'on appelle cordes sympathiques (viole d’amour, Sitar).
|                 | Action manuelle | Action mécanique |
| Cordes pincées  | Guitare         | Clavecin         |
| Cordes frappées | Cymbalum        | Piano            |
| Cordes frottées | Violon          | Vielle à roue    |

On peut aussi classer les instruments à corde par disposition. On distingue alors
- ceux dont les cordes sont
  - perpendiculaires à la table d'harmonie comme les harpes,
  - parallèles à la table d'harmonie comme les luths ;
- et sonnent
  - sur toute leur longueur, comme le piano,
  - sur une partie de leur longueur, sur une action du musicien, comme le violon.

## Les instruments à cordes pincées

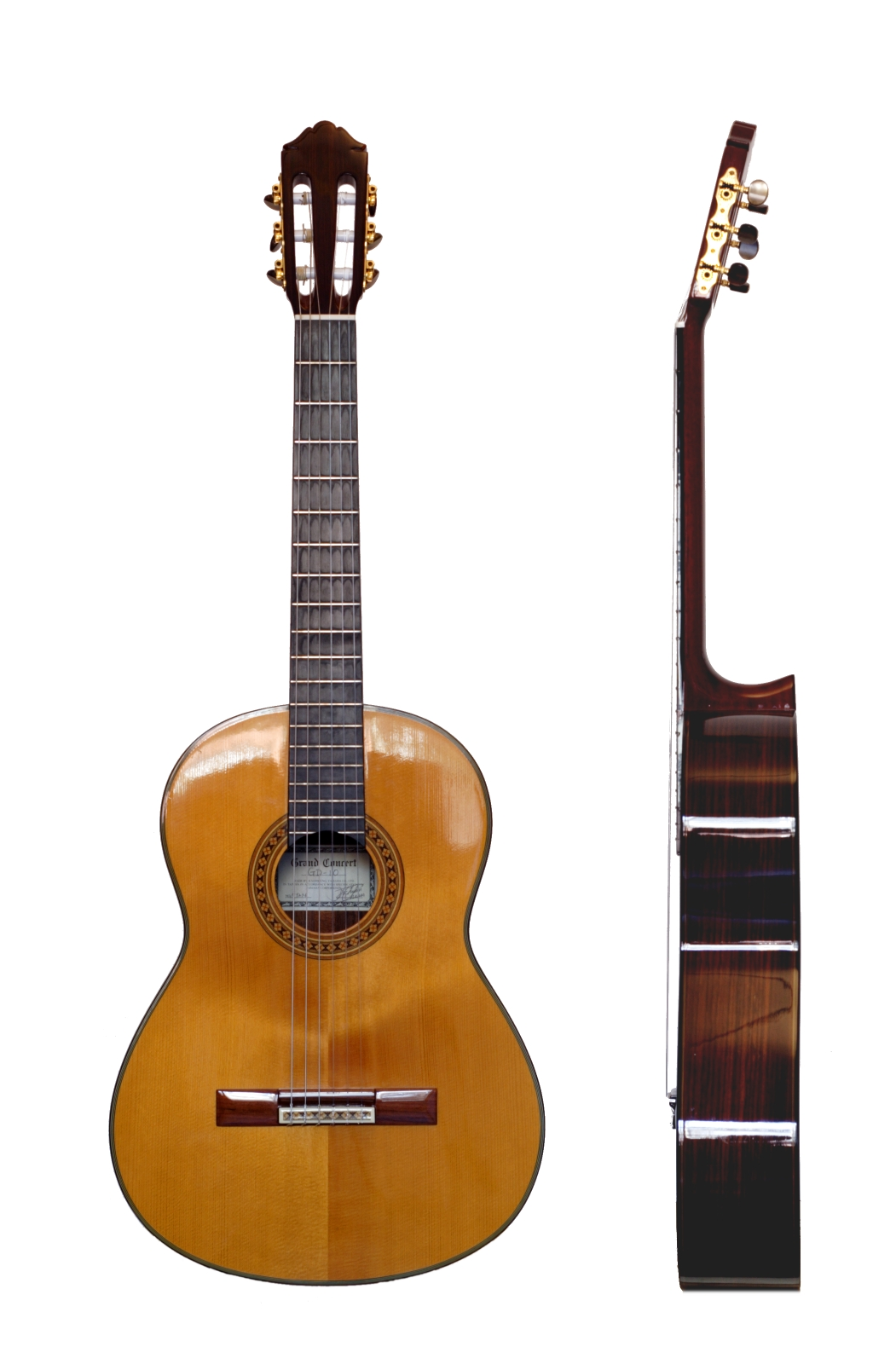
Une guitare classique, instrument faisant partie de la famille des instruments à cordes pincées

La guitare, la basse, le banjo, la mandoline, le luth... On joue de ces instruments en pinçant les cordes avec les doigts ou avec un plectre.
La harpe et le clavecin utilisent des cordes chromatiques tendues sur une table d'harmonie en bois de résonance (souvent épicéa). Le clavecin possède de par son coffre un résonateur avec une rosace comme le luth.
Dans la Bible, les civilisations orientales, la Grèce ainsi qu'au Moyen Âge, on retrouve les traces du psaltérion. Le psaltérion est joué avec une plume, c'est l'ancêtre de la famille d'instruments du genre clavecin.  L'ajout d'un clavier au psaltérion donne naissance à l'épinette, terme qui désignait autant le clavecin que l'épinette contrairement à l'acception moderne.
En y adaptant un clavier et un mécanisme nommé sautereau muni d'un plectre pour pincer les cordes, le clavecin et l'épinette sont apparus au XIVe siècle. Les claviers de trois octaves se sont agrandis au cours des siècles, jusqu'à cinq octaves (63 notes), ce qui a donné de grands instruments, qui parfois ont voulu rivaliser avec l'orgue en multipliant les registres et en ajoutant un deuxième clavier (Flandre, France) voire un troisième clavier ou un pédalier (Allemagne).

## Les instruments à cordes frappées
Par exemple le piano, le cymbalum, le clavicorde. Les cordes sont frappées avec un marteau lorsqu'on appuie sur la touche.
Le piano utilise des cordes tendues sur une caisse de résonance en bois. Pour faire sonner les cordes, le piano les frappe avec des petits marteaux. Le tympanon, le cymbalum apparaissent au Moyen Âge. Le tympanon, joué à l'aide de mailloches, donnera par la suite au XVe siècle le clavicorde muni d'un clavier. Au bout de la touche du clavier de clavicorde est fichée une lame métallique qui vient directement percuter la corde. Cette pièce est appelée tangente car elle divise la corde en deux parties, dont l'une est étouffée pour ne pas vibrer. Le clavicorde est le premier instrument à clavier et à cordes frappées.
Au XVIIe siècle Bartolomeo Cristofori (1655-1731) invente le piano, mais ce piano-forte équipé d'une transmission clavier→marteau est très éloigné du piano actuel : à la place de la tangente est disposée une fourche dans laquelle s'articule un levier dont la grande extrémité est munie d'un marteau garni de peau, la petite extrémité est retenue par une barre fixe, il faut relâcher la touche pour répéter la note.
Ce système sera perfectionné plus tard avec l'invention de l'échappement simple qui porte le nom de mécanique viennoise ; la barre fixe est remplacée par un élément muni d'un ressort qui se retranche dès que le marteau a frappé et permet ainsi de rejouer la note aussitôt. Ce système d'échappement va s'améliorer dans le courant du XIXe avec le double échappement. Ceci est la première génération de piano, qui en compte trois, jusqu'au piano actuel.

## Les instruments à cordes frottées
Ce sont les violons et les instruments similaires de l'orchestre symphonique européen, et de nombreux instruments de musique populaire ou érudite de par le monde, comme le erhu chinois.
Dans la plupart des cas, on frotte les cordes avec un archet. La surface légèrement adhésive déplace la corde, jusqu'à ce que la force de rappel à sa position de repos dépasse la limite d'adhérence. La corde revient alors vers sa position de repos, la dépasse et revient dans l'autre sens ; à un certain moment, la vitesse de la corde par rapport à l'archet est nulle, et elle adhère de nouveau. Ce processus produit une vibration, qui a la particularité d'avoir une fréquence fondamentale légèrement différente de celle de la corde vibrant sans excitation. Cette différence dépend des autres paramètres, comme la nature de l'enduit sur l'archet, en général, une résine appelée colophane, la force d'appui, la vitesse du mouvement, contrôlés par l'instrumentiste, comme le paramètre principal, la longueur de la corde, que le musicien règle, dans le cas du violon, en appuyant une ou plusieurs cordes sur le manche. Les vibrations se transmettent par le chevalet à la caisse de résonance.
La corde à vide, dont la longueur et la tension sont fixes, varie un peu de fréquence fondamentale avec la force d'appui et la vitesse de l'archet, en même temps que change le volume sonore. Les instruments à cordes frottées de la musique orchestrale occidentale, de la famille des violons, n'ont pas de frettes. C'est ce qui permet à l'instrumentiste de jouer juste les différentes notes, tout en faisant varier les trois causes qui affectent la puissance et la fréquence fondamentale des vibrations qui se transmettent par le chevalet à la caisse de résonance.
La vielle à roue frotte les cordes avec la tranche d'un disque mu par une manivelle. La construction et le réglage de l'instrument déterminent la force d'appui sur la corde.